# Apatania sulciformis
Apatania sulciformis är en nattsländeart som beskrevs av Charles William Leng och Yang 1998. Apatania sulciformis ingår i släktet Apatania och familjen Apataniidae. Inga underarter finns listade i Catalogue of Life.